# Distretto di Baklan
Il distretto di Baklan (in turco Baklan ilçesi) è uno dei distretti della provincia di Denizli, in Turchia.